# Кривоклювый африканский жаворонок
Кривоклювый африканский жаворонок (лат. Certhilauda curvirostris) — вид воробьиных птиц из семейства жаворонковых (Alaudidae). Выделяют два подвида. Распространены на юго-западе Африки.

## Описание
Самцы кривоклювого африканского жаворонка достигают длины от 19 до 20 см, из которых 6,4—8 см приходится на хвост. Самки значительно меньше по размеру и достигают длины от 16 до 17 см, из которых 6,5—6,6 см приходится на хвост. Размер клюва составляет от 3 до 3,8 см у самцов и от 2,7 до 2,8 см у самок. Половой диморфизм в окраске оперения не выражен. Голова тёмно-коричневого цвета, отдельные перья со светло-коричневой окантовкой и очень узкими беловатыми кончиками. Боковые стороны и передняя часть шеи покрыты тёмно-коричневыми прожилками и пятнами на беловатом фоне. Щеки и кроющие ушей светло-коричневого цвета. Полоса над глазом белая. Тёмная линия проходит от основания клюва к глазу. Верхняя часть тела коричневая, перья с тёмной серединой и светло-коричневой окантовкой, что создает полосатый вид. Кроющие хвоста коричневого цвета с тёмными полосами и беловатыми кончиками. Подбородок и горло беловатые с небольшими коричневыми крапинками. Грудь коричневато-жёлтая с тёмно-коричневыми продольными полосами, брюхо и нижние кроющие хвоста от кремово-белого до светло-желтовато-коричневого цвета. Хвост тёмно-коричневый, при этом центральная пара рулевых перьев имеет красновато-коричневую окантовку. Клюв тёмно-роговой, радужная оболочка коричневая.

## Места обитания
Естественными местами обитания являются полузасушливый регион Кару, сухие кустарниковые заросли, субтропические низменности и высокогорные поля и пастбища, а также сельхозугодья и прибрежный финбос.

## Биология
Кривоклювый африканский жаворонок встречается поодиночке или парами. Питается преимущественно беспозвоночными, в то время как семена составляют лишь незначительную часть рациона.
Сезон размножения приходится на период с августа по октябрь. Как и все жаворонки, сооружает гнездо на земле.

## Подвиды и распространение
Выделяют два подвида:
- Certhilauda curvirostris  falcirostris Reichenow, 1916 — Первоначально был описан отдельный вид. Встречается от юго-запада Намибии до запада ЮАР. Клюв у данного подвида немного длиннее, чем у номинативного подвида, а верхняя часть тела светлее и более серая
- Certhilauda curvirostris curvirostris (Hermann, 1783) — встречается на юго-западе ЮАР